# فریدون مشیری
فریدون مُشیری (۳۰ شهریور ۱۳۰۵ – ۳ آبان ۱۳۷۹) شاعر معاصر ایرانی بود.

## زندگی
فریدون مشیری در سی‌ام شهریور ۱۳۰۵ در بیرجند، خیابان ایران (خیابان عین‌الدوله) به دنیا آمد. پدربزرگ پدری او میرزا محمود خان مشیر در عصر قاجار امور مخابراتی غرب ایران را اداره می‌کرد و به دلیل مأموریت اداری به همدان منتقل شده بود. پدرش ابراهیم مشیری افشار در سال ۱۲۷۵ خورشیدی در همدان متولد شد، در روزهای جوانی به تهران آمد و از سال ۱۲۹۸ در وزارت پست مشغول خدمت گردید. مادرش خورشید نام داشت و لقبش اعظم‌السلطنه بود و پدر مادرش میرزا جواد موتمن‌الممالک از اشراف‌زادگان قاجار و نماینده اولین دوره مجلس شورای ملی بود که در عین حال ادیب و شاعر نیز بود و با تخلص «نجم» شعر می‌سرود. از این رو فضل‌الله بایگان که از پیشگامان تئاتر نوین ایران است، دایی فریدون مشیری محسوب می‌شد.
فریدون مشیری سال‌های اول و دوم تحصیلات ابتدایی را در تهران انجام داد و سپس به علت مأموریت اداری پدرش به مشهد رفت و بعد از چند سال دوباره به تهران بازگشت و سه سال اول دبیرستان را در دارالفنون گذراند و آنگاه به دبیرستان ادیب رفت. به گفتهٔ خودش: «در سال ۱۳۲۰ که ایران دچار آشفتگی‌هایی بود و نیروهای متفقین از شمال و جنوب به کشور حمله کرده و در ایران بودند ما دوباره به تهران آمدیم و من به ادامه تحصیل مشغول شدم. دبیرستان و بعد به دانشگاه رفتم. با اینکه در همه دوران کودکی… از استخدام در ادارات و زندگی کارمندی پرهیز داشتم ولی… در سن ۱۸ سالگی در وزارت پست و تلگراف مشغول به کار شدم و این کار ۳۳ سال ادامه یافت.»

### تحصیلات
مشیری هم‌زمان با تحصیل در سال آخر دبیرستان در اداره پست و تلگراف مشغول به کار شد. در همان سال مادرش در سن ۳۹ سالگی در گذشت که اثر عمیقی در او بر جا گذاشت. سپس در آموزشگاه فنی وزارت پست و تلگراف مشغول تحصیل گردید. روزها به کار می‌پرداخت و شب‌ها به تحصیل ادامه می‌داد. از همان زمان به مطبوعات روی آورد و در روزنامه‌ها و مجلات کارهایی از قبیل خبرنگاری و نویسندگی را به عهده گرفت. بعدها در رشته ادبیات فارسی دانشگاه تهران به تحصیل ادامه داد. اما کار اداری از یک سو و کارهای مطبوعاتی از سوی دیگر، در ادامهٔ تحصیلش مشکلاتی ایجاد می‌کرد. سرانجام تحصیل را رها کرد اما کار در مطبوعات را ادامه داد. از سال ۱۳۳۲ تا ۱۳۵۱ مسئول صفحه شعر و ادب مجله روشنفکر بود. این صفحات به تمام زمینه‌های ادبی و فرهنگی از جمله نقد کتاب، فیلم، تئاتر، نقاشی و شعر می‌پرداخت. بسیاری از شاعران مشهور معاصر، اولین بار با چاپ شعرهایشان در این صفحات معرفی شدند. مشیری در سال‌های پس از آن نیز تنظیم صفحه شعر و ادبی مجله سپید و سیاه را برعهده داشت. در همان سال‌ها با مجلهٔ سخن به سردبیری پرویز ناتل خانلری همکاری داشت. وی در سال۱۳۵۰ به شرکت مخابرات ایران انتقال یافت و در سال ۱۳۵۷ از خدمت دولتی بازنشسته شد.

### سرودن شعر
مشیری سرودن شعر را از نوجوانی و تقریباً از پانزده سالگی شروع کرد. اولین مجموعه شعرش با نام تشنه توفان در ۲۸ سالگی او با مقدمه محمدحسین شهریار و علی دشتی در ۱۳۳۴ به چاپ رسید. خود او دربارهٔ این مجموعه می‌گوید: «چهارپاره‌هایی بود که گاهی سه مصرع مساوی با یک قطعه کوتاه داشت، و هم وزن داشت، هم قافیه و هم معنا، آن زمان چندین نفر از جمله نادر نادرپور، هوشنگ ابتهاج (سایه)، سیاوش کسرایی، مهدی اخوان ثالث و محمد زهری بودند که به همین سبک شعر می‌گفتند و همه شاعران نامدار شدند، زیرا به شعر گذشته بی‌اعتنا نبودند. اخوان ثالث، نادرپور و من به شعر قدیم احاطه کامل داشتیم، یعنی آثار سعدی و حافظ و فردوسی و خاقانی را خوانده بودیم، در مورد آن‌ها بحث می‌کردیم و بر آن تکیه می‌کردیم.»

### موسیقی
مشیری توجه خاصی به موسیقی ایرانی داشت و در پی همین دلبستگی طی سال‌های ۱۳۵۰ تا ۱۳۵۷ عضویت شورای موسیقی و شعر رادیو را پذیرفت، و در کنار هوشنگ ابتهاج، سیمین بهبهانی و عماد خراسانی سهمی بسزا در پیوند دادن شعر با موسیقی، و غنی ساختن برنامه گلهای تازه در رادیو ایران در آن سال‌ها داشت. علاقه به موسیقی در مشیری به گونه‌ای بوده است که هر بارسازی نواخته می‌شده مایه آن را می‌گفته، مایه‌شناسی‌اش را می‌دانسته، بلکه می‌گفته از چه ردیفی است و چه گوشه‌ای، و بارها شنیده شده که تشخیص او در مورد برجسته‌ترین قطعات موسیقی ایران کاملاً درست و همراه با دقت تخصصی بوده است.
فریدون مشیری در سال ۱۳۷۷ به آلمان و آمریکا سفر کرد و مراسم شعرخوانی او در شهرهای کلن، لیمبورگ و فرانکفورت و همچنین در ۲۴ ایالت آمریکا از جمله در دانشگاه‌های برکلی و نیوجرسی به‌طور بی‌سابقه‌ای مورد توجه دوستداران ادبیات ایران قرار گرفت. در سال ۱۳۷۸ طی سفری به سوئد در مراسم شعر خوانی در چندین شهر از جمله استکهلم و مالمو و گوتنبرگ شرکت کرد.
معروفترین شعر وی «کوچه» نام دارد که در اردیبهشت ۱۳۳۹ در مجله «روشنفکر» چاپ شد. این شعر از زیباترین و عاشقانه‌ترین شعرهای نو زبان فارسی است.
با توجه به علاقه‌ای که وی به عرفان و تصوف ایرانی داشت، مجموعه‌ای از ۱۰۰ ماجرا منسوب به ابو سعید ابوالخیر را باعنوان «یکسو نگریستن و یکسان نگریستن» و با مقدمه‌ای به قلم جواد نوربخش در اوایل دهه ۱۳۴۰ منتشر نمود.

### ازدواج
او در سال ۱۳۳۳ با خانم اقبال اخوان ازدواج کرد و اکنون دو فرزند به نام‌های بابک و بهار از او به یادگار مانده است.

## درگذشت
مشیری سال‌ها از بیماری رنج می‌برد و در بامداد روز جمعه ۳ آبان‌ماه ۱۳۷۹ خورشیدی در ۷۴ سالگی در تهران درگذشت. آرامگاه او در بهشت زهرا، قطعهٔ ۸۸ (قطعهٔ هنرمندان)، ردیف ۱۶۴، شمارهٔ ۱۰ می‌باشد.

## دربارهٔ مشیری
عبدالحسین زرین‌کوب در بارهٔ شعر مشیری می‌نویسد:
«در طی سال‌ها شاعری، فریدون از میان هزاران فراز و نشیب روز، از میان هزاران شور و هیجان و رنج و درد هرروزینه آنچه را به روز تعلق دارد، به دست روزگاران می‌سپارد و به قلمرو افسانه‌های قرون روانه می‌کند. چهل سالی – بیش و کم – هست که او با همین زبان بی‌پیرایهٔ خویش، واژه واژه با همزبانان خویش همدلی دارد… زبانی خوش‌آهنگ، گرم و دلنواز. خالی از پیچ و خم‌های بیان ادیبانهٔ شاعران دانشگاه‌پرورد و در همان حال خالی از تأثیر ترجمه‌های شتاب‌آمیز شعرهای آزمایشی نو راهان غرب.»
فریدون مشیری مجموعه اشعار خود را به صورت دکلمه اجرا نموده است.

## دفترهای شعر
- ۱۳۳۴ تشنه طوفان
- ۱۳۳۵ گناه دریا
- ۱۳۳۷ نایافته
- ۱۳۴۰ ابر
- ۱۳۴۵ ابر و کوچه
- ۱۳۴۷ بهار را باور کن
- ۱۳۴۷ پرواز با خورشید
- ۱۳۵۶ از خاموشی
- ۱۳۴۹ برگزیده شعرها
- ۱۳۶۴ گزینه اشعار
- ۱۳۶۵ مروارید مهر
- ۱۳۶۷ آه باران
- ۱۳۶۹ سه دفتر
- ۱۳۷۱ از دیار آشتی
- ۱۳۷۲ با پنج سخن‌سرا
- ۱۳۷۴ لحظه‌ها و احساس
- ۱۳۷۸ آواز آن پرنده غمگین
- ۱۳۷۹ تا صبح تابناک اهورایی
- ۱۳۸۴ نوایی هماهنگ باران
- ۱۳۸۴ از دریچه ماه

همچنین پس از درگذشت مشیری مجموعه اشعار وی (به همت فرزندانش بهار و بابک) توسط انتشارات چشمه با عنوان «بازتاب نفس صبحدمان» در سال ۱۳۸۰ منتشر گردید.

## قطعات موسیقی
قطعات موسیقی که بر روی اشعار فریدون مشیری ساخته شده است.
- زبان آتش - محمدرضا شجریان
- ناز نگاه - علیرضا افتخاری (آلبوم ناز نگاه)
- شور عاشقانه - علیرضا افتخاری (آلبوم شور عشق)
- تصنیف گل بهاری - علیرضا افتخاری (آلبوم زیباترین)
- بهشت آرزو - علیرضا افتخاری (آلبوم افسانه)
- تصنیف شور آفرین -علیرضا افتخاری (آلبوم عطر سوسن)
- تصانیف دل افروزتر از صبح و پاییز -علیرضا افتخاری (آلبوم پاییز)
- با تمام اشک‌هایم - شهریار رومی (آلبوم زمزمه ای در بهار)
- ساقی - شهریار رومی (آلبوم زمزمه ای در بهار)
- عشق - شهریار رومی (آلبوم زمزمه ای در بهار)
- همواره تویی - شهریار رومی (آلبوم زمزمه ای در بهار)
- خاک پدران - شهریار رومی (آلبوم زمزمه ای در بهار)
- کوچه - شهریار رومی (آلبوم زمزمه ای در بهار)
- معراج - شهریار رومی (آلبوم زمزمه ای در بهار)
- سفره سین - شهریار رومی (آلبوم زمزمه ای در بهار)
- نمی‌خواهم بمیرم - شهریار رومی (آلبوم زمزمه ای در بهار)
- زهر شیرین - شهریار رومی (آلبوم زمزمه ای در بهار)
- زمزمه ای در بهار - شهریار رومی (آلبوم زمزمه ای در بهار)
- دریای نگاه - شهریار رومی (آلبوم زمزمه ای در بهار)
- سرود بهار (بوی باران)-فرهاد فخرالدینی/ فریدون فرهی - (گروه کر)
- بهارم دخترم-فرهاد فخرالدینی / مرضیه
- آخرین جرعه این جام-فرهاد فخرالدینی / مرضیه / محمد اصفهانی /علیرضا قربانی
- تصنیف محو تماشا - همایون شجریان، علی قمصری
- اشتیاق-فرهاد فخرالدینی / سیما بینا / علیرضا قربانی
- نیایش-فرهاد فخرالدینی / محمد رضا شجریان
- می ناب-روح‌الله خالقی / کاوه دیلمی
- به تو می‌اندیشم -شهریار فریوسفی و منوچهر بیگلری/ محمد اصفهانی[۴]
- دل تنگ-فؤاد حجازی / محمد اصفهانی
- آلبوم لبریز-بابک مشیری
- کهکشان عشق-محمد سریر/ محمد نوری
- به تو می‌اندیشم- نصرالله معین
- خوش به حال غنچه‌های نیمه باز-داریوش/فرید شب‌خیز / بیژن خاوری / محمدرضا شجریان، آلبوم بوی باران
- کوچه (بی تو مهتاب)-خواننده و آهنگساز : آرش والا /
- بهترین بهترین من/آزاده عظیمی/ گروه کر صمات
- شب‌ها که می‌سوخت/سهیل نفیسی
- دام (نام ترانه: پرواز)/لوگا رامین ترکیان/مامک خادم/خسرو انصاری/گروه حقیقت انتخاب Axiom of Choice
- با برگ (نام ترانه: حریق خزان) -مهیار علیزاده / علیرضا قربانی
- تو نیستی که ببینی - حامد نیک‌پی
- ستوه - پرناز پرتوی
- شراب چشمان-محسن نامجو
- گلچهره مپرس/ آلبوم: دلشدگان/ محمدرضا شجریان
- آلبوم آه باران - محمدرضا شجریان
- سرود زندگانی - داریوش / صادق نوجوکی
- به یاران ندا می‌رسد - آلبوم: شیدایی / آهنگ: تصنیف یاران / خواننده: صدیق تعریف
- شراب چشمان/خواننده:محسن نامجو/آهنگساز:احسان مطوری/آلبوم:سودای من
- بُهت - خواننده و آهنگساز / احسان دستجردی / سبک:پاپ راک
- تصنیف تو کیستی/ خواننده: همایون شجریان/ آلبوم: با ستاره‌ها
- سازوآواز بگذار که بر شاخهٔ این صبح دلاویز/ خواننده: محمدرضا شجریان/ آلبوم: بوی باران
- پرکن پیاله را/ خواننده: محمدرضا شجریان/ آلبوم: جام تهی

- بال رؤیایی عشق/ همایون شجریان

گرگ/ داریوش اقبالی
- تصنیف ریشه در خاک/آلبوم امیرکبیر /شهرام ناظری
- خون از رخم بشوی/همایون شجریان / آرش گوران
- آدمیت/خواننده: نصرالله معین/آهنگساز و تنظیم کننده: کاظم عالمی